# Cava del Rivettazzo
Cava del Rivettazzo è una necropoli sicula che si trova a circa 4 km a Nord di Solarino, lungo la Strada Provinciale n. 28 che conduce a Sortino.

## Descrizione
Scoperta all'inizio del XX secolo dall'archeologo Paolo Orsi, è formata da circa un centinaio di sepolcri databili all'età del bronzo ed essendo, a detta dello stesso studioso, l'unico sito a testimoniare tutte e tre le fasi di detta età, è da considerarsi una pietra miliare per la protostoria della Sicilia.
Infatti, dalla diversa forma delle celle che compongono le tombe e dal ritrovamento, al loro interno, di coltelli di selce, perle di calcare biondo e di vasi anche di tipo Pantalica, l'archeologo trentino dedusse che la necropoli apparteneva ad uno stadio di transizione che andava dal primo al secondo periodo che lui definì "siculi", come ebbe a constatare anche dai ritrovamenti di elementi ceramici rinvenuti nel 24º sepolcro. Al 3º periodo invece apparteneva il corredo funerario rinvenuto nel 10º sepolcro.
In definitiva poté affermare che Rivettazzo anche se abitato da uno sparuto manipolo di gente, fu frequentato per molti secoli già prima del II millennio a.C., cioè proprio dall'Antica Età del Bronzo e che, nei successivi periodi (Media Età del Bronzo ed Età del Bronzo Recente) si ebbe la stabilizzazione della popolazione in villaggi di capanne - non ancora identificati.
Secondo l'Orsi, le capanne erano distribuite in due gruppi, non lontano l'uno dall'altro, e precisamente, uno dietro l'altura di Cozzo Bernardo che sovrasta la stessa cava e l'altro, sull'opposta riva, in località Cozzo Carrubbedda.
Grazie soprattutto alla presenza dell'Anapo che scorreva all'interno della cava e che fungeva non solo da abbondante riserva d'acqua, ma soprattutto da via di comunicazione con gli altri gruppi umani insediatisi lungo la costa orientale sicula (Ortigia) e nella parte più alta dell'alveo dello stesso fiume (Pantalica), questi due siti rimasero a lungo abitati, sicuramente sino al periodo bizantino ai quali sono dovuti in massima parte le successive devastazioni. Solo così si spiega il diverso sviluppo e la diversità di forma dei loculi, appartenenti a diversi periodi; nonché la presenza di materiali di età più recente nel sepolcro più antico, così come era già accaduto durante gli scavi di Cozzo Collura.
Nei pressi della Cava del Rivettazzo si trova la più estesa necropoli di Calancon del vento o Cava del Parroco, coeva a Rivettazzo e devastata dai Bizantini, il cui villaggio di riferimento avrebbe dovuto trovarsi in località Cugno Cardone. Stranamente, però, tale sito non fu mai studiato dall'Orsi.

## Galleria d'immagini

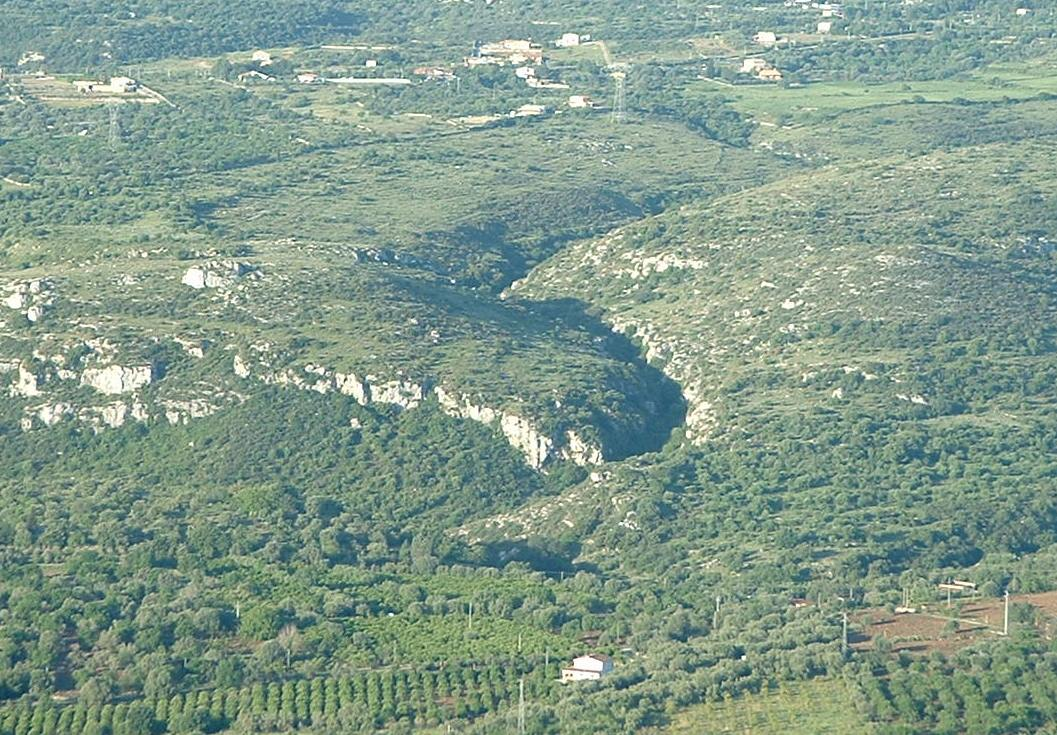
Veduta aerea della Cava del Rivettazzo e del Calancon del vento.
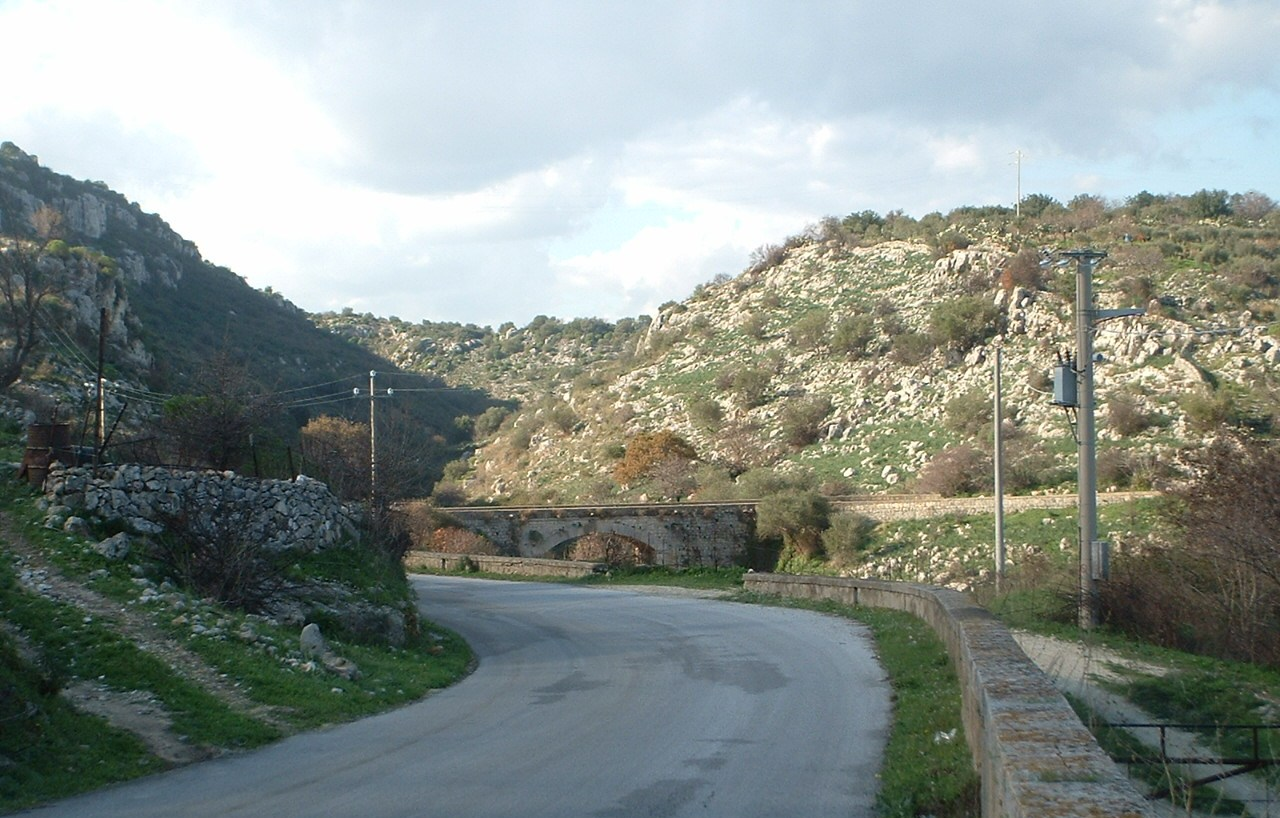
Cava del Rivettazzo vista dalla strada provinciale Solarino - Fusco - Sortino.
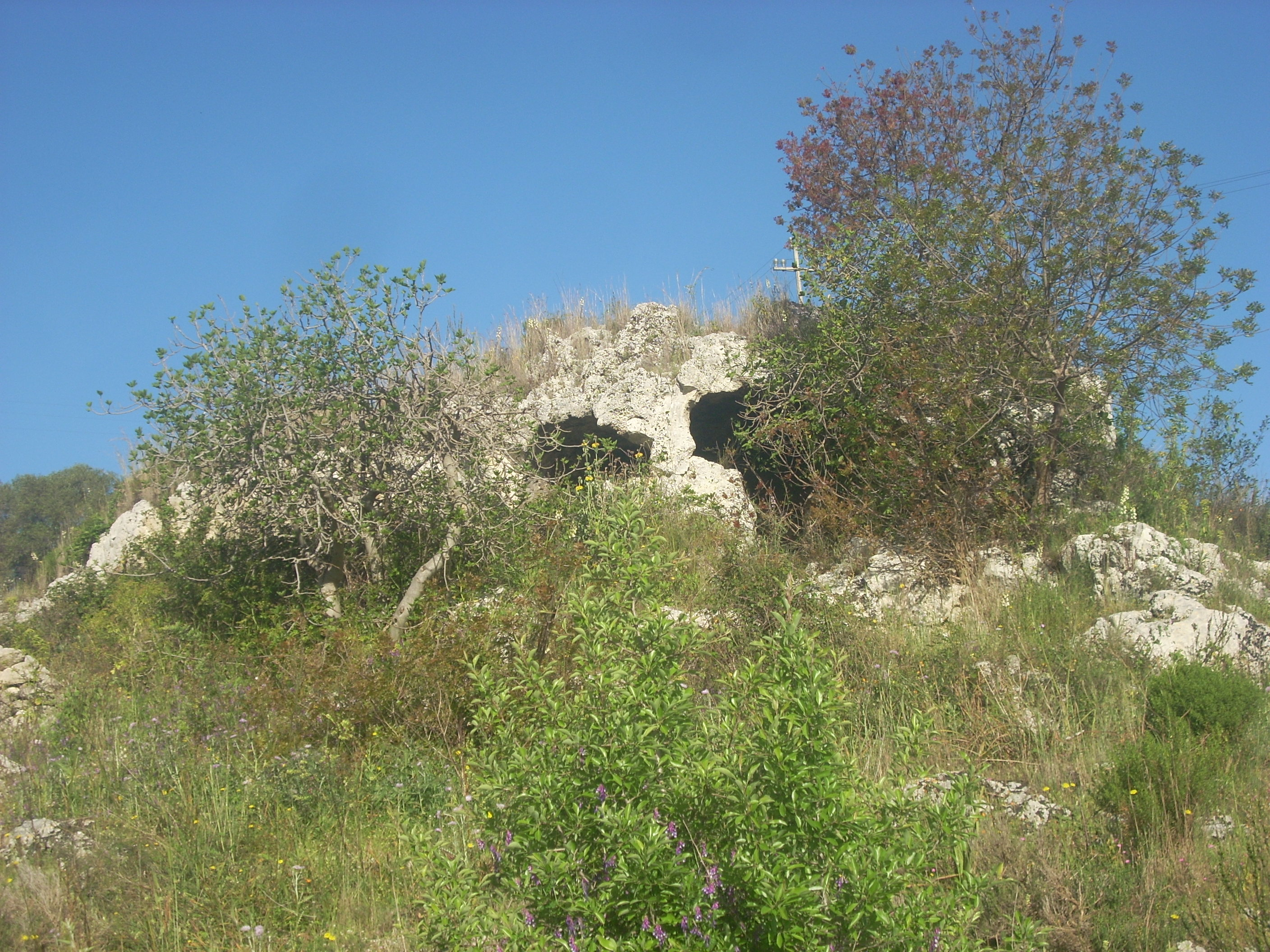
Cava del Rivettazzo, le prime tombe ai bordi dalla strada provinciale Solarino - Fusco - Sortino.
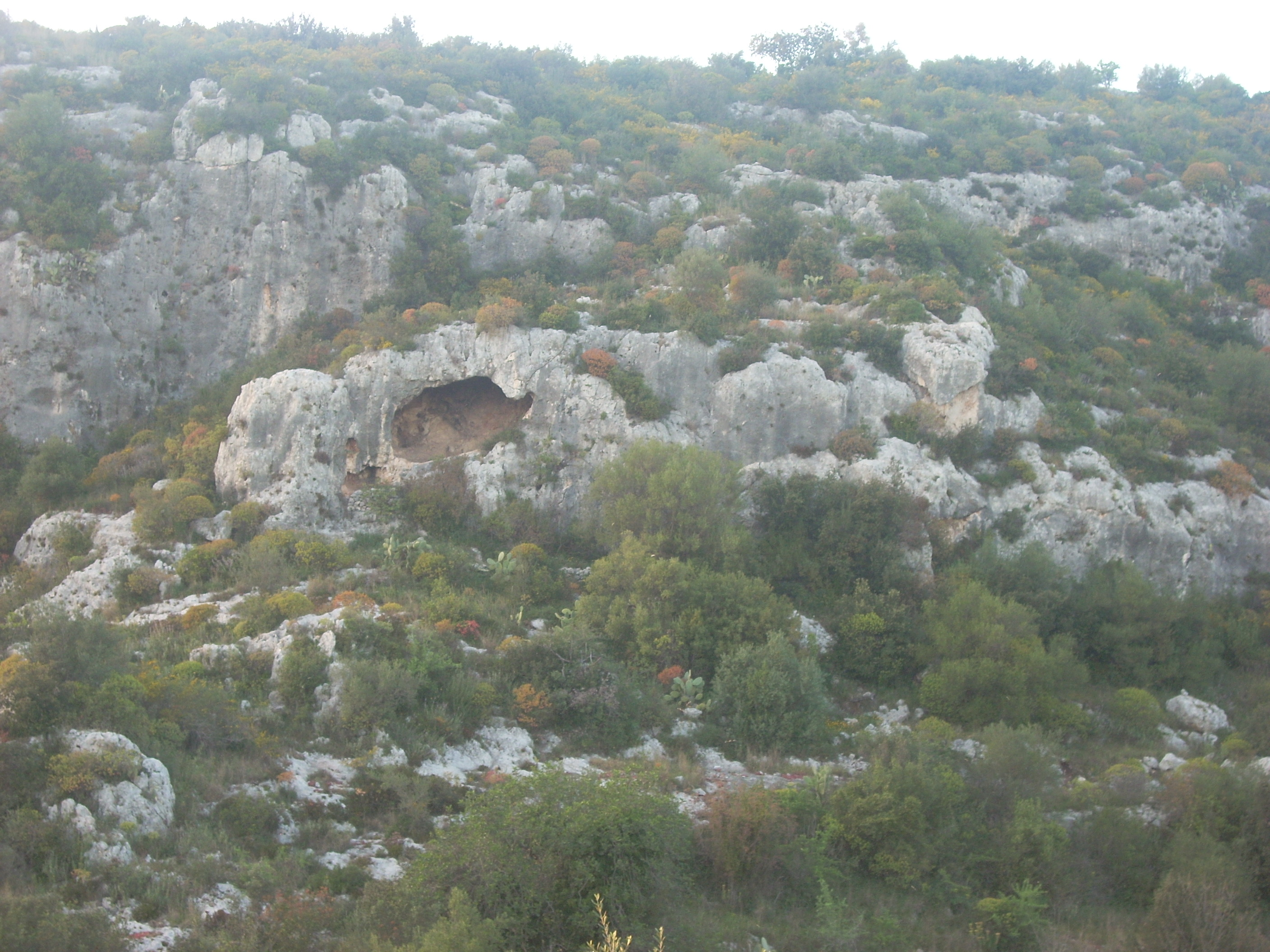
Cava del Rivettazzo, veduta della necropoli.
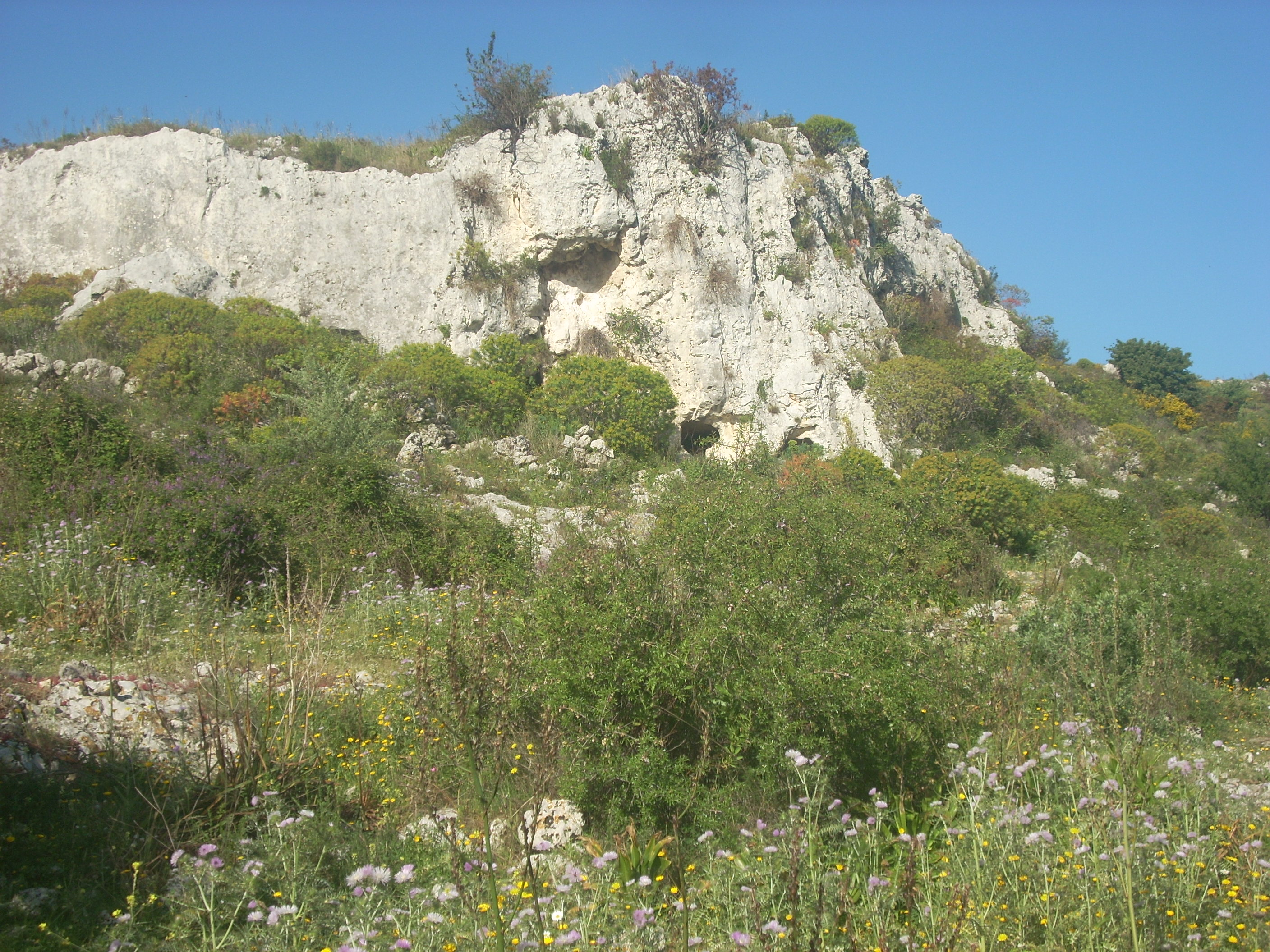
Cava del Rivettazzo, alcune sepolture sulla parete rocciosa della cava.
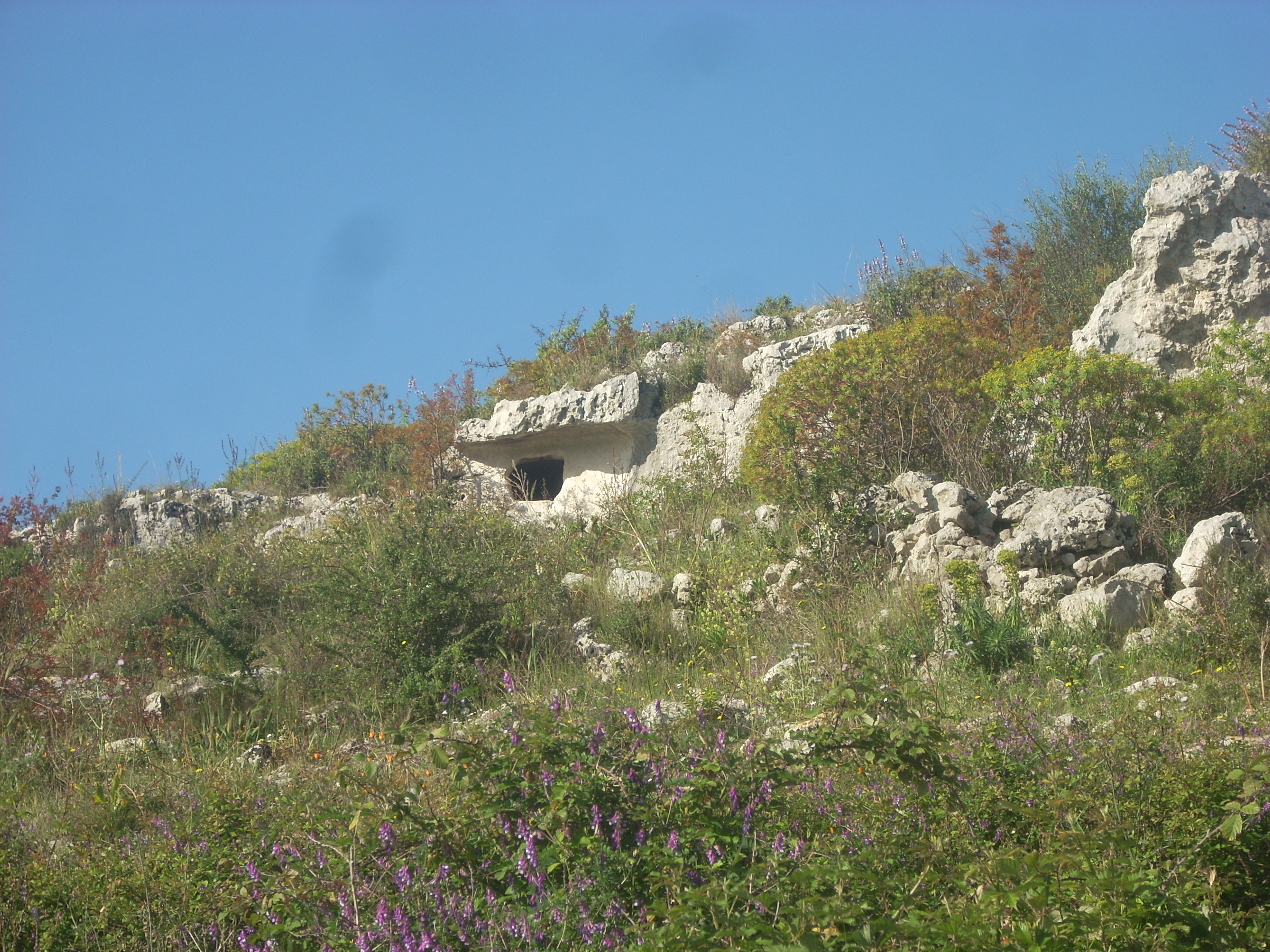
Cava del Rivettazzo, una tomba.
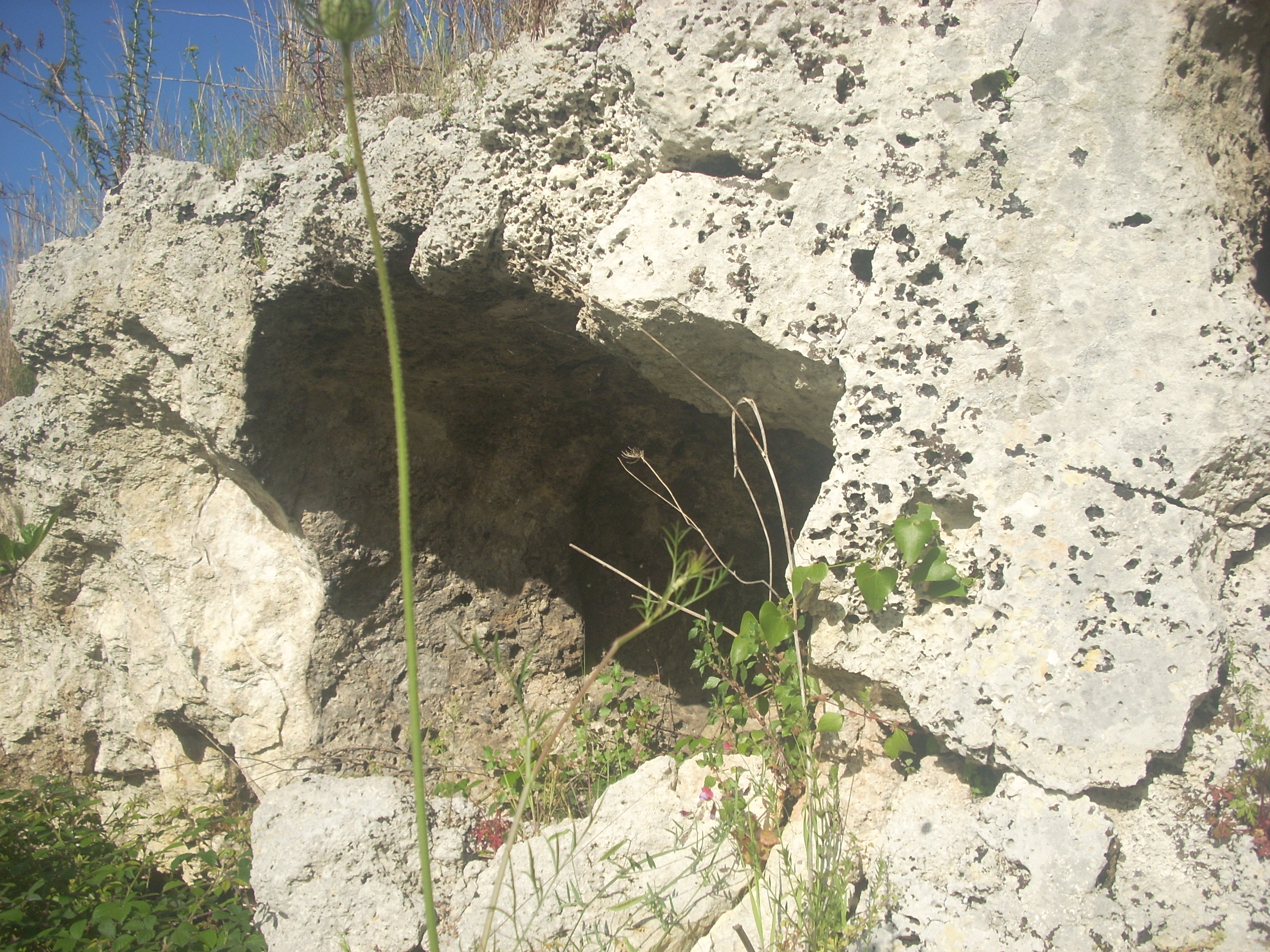
Cava del Rivettazzo, un'altra tomba della necropoli.
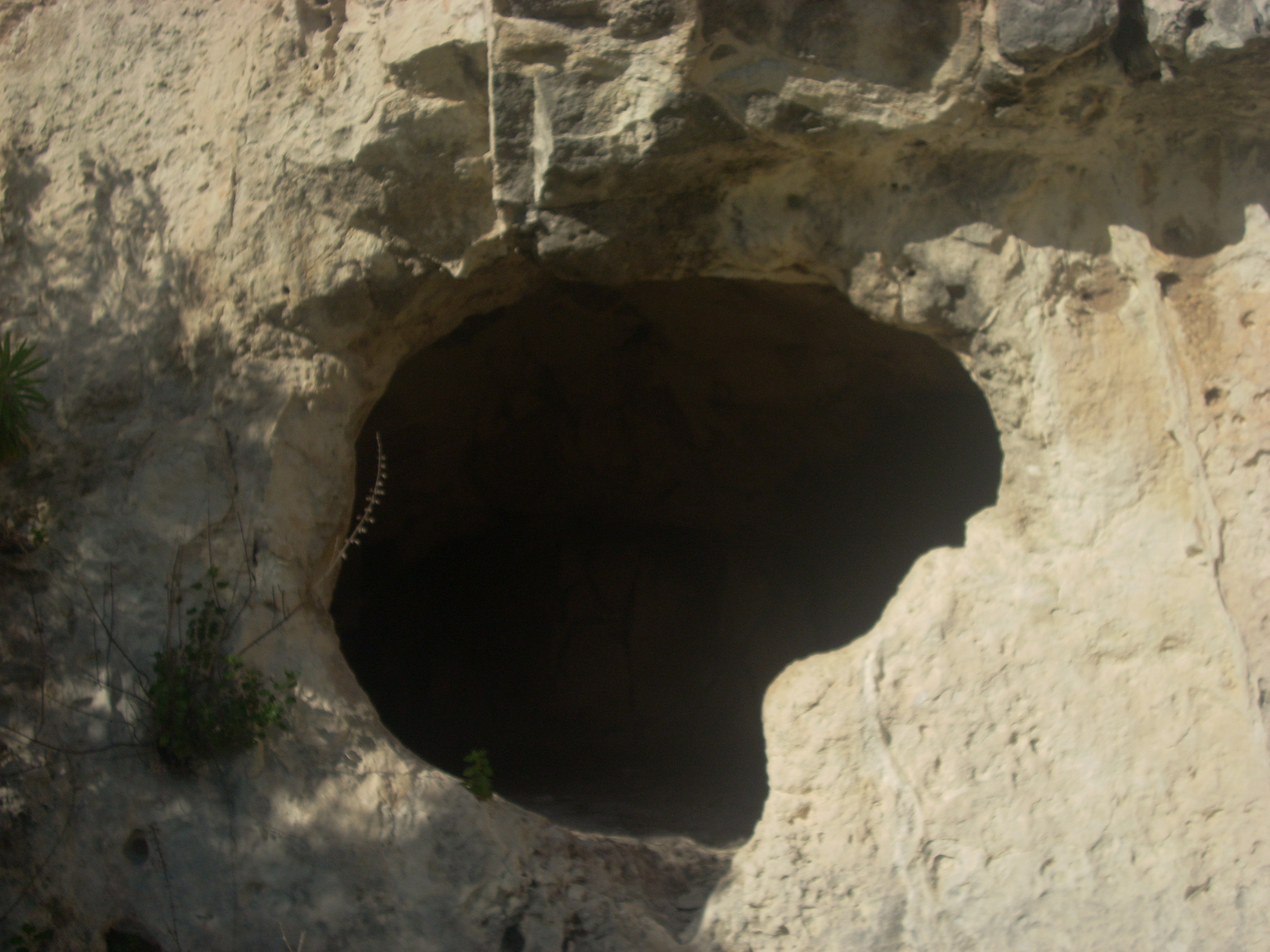
Cava del Rivettazzo, ingresso di una tomba.
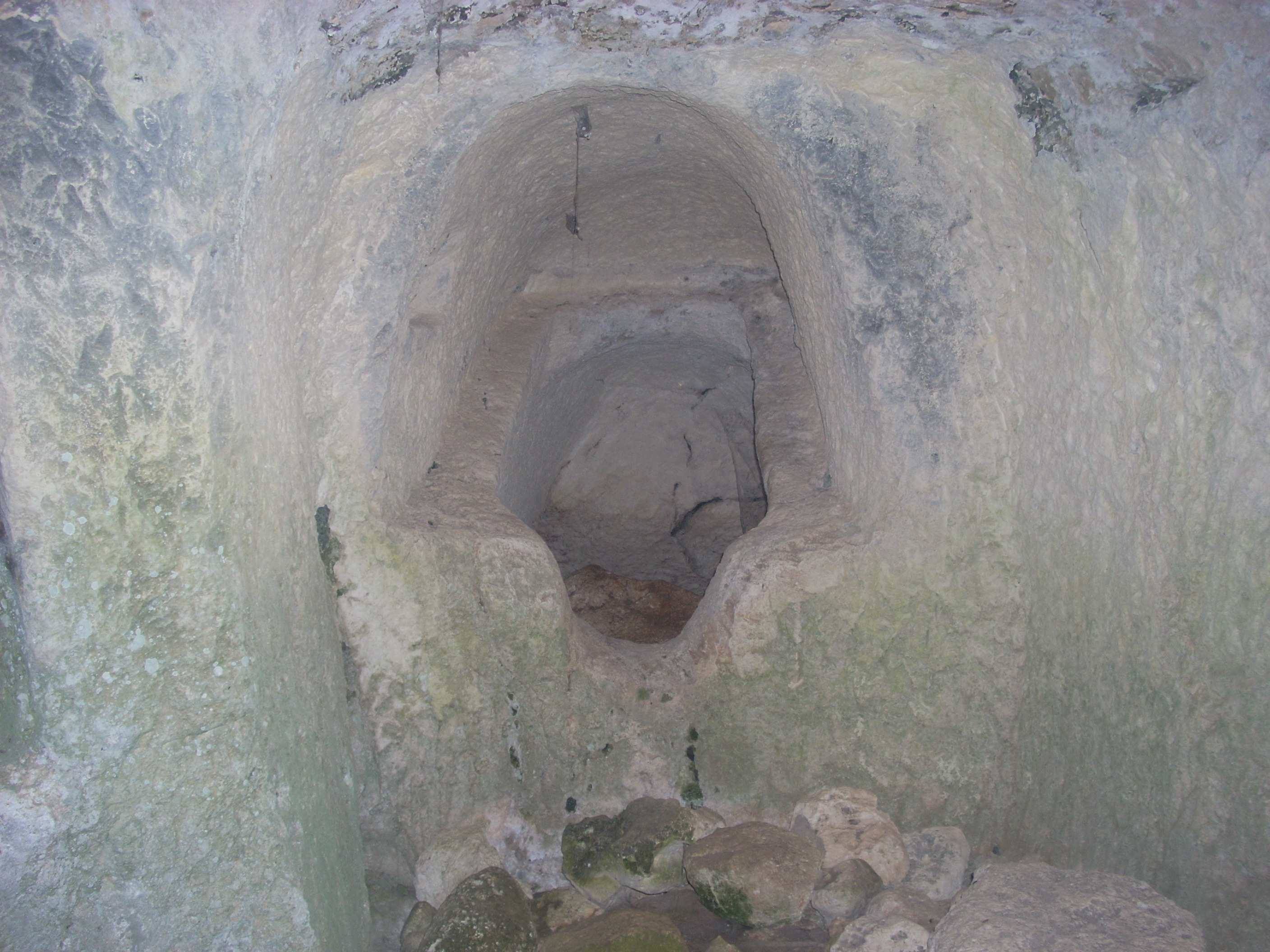
Cava del Rivettazzo, l'interno di una tomba della necropoli.
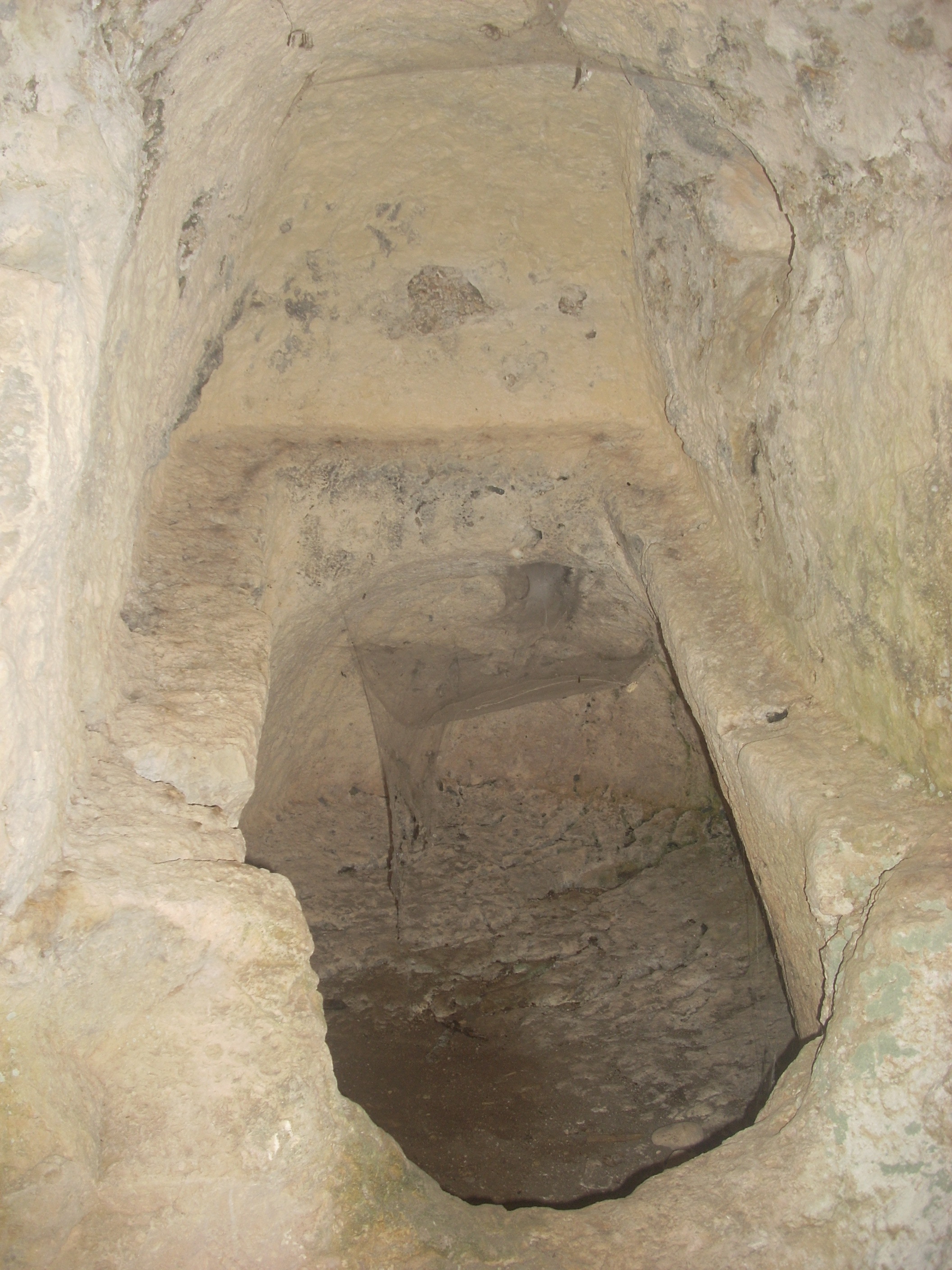
Cava del Rivettazzo, l'interno di una sepoltura.
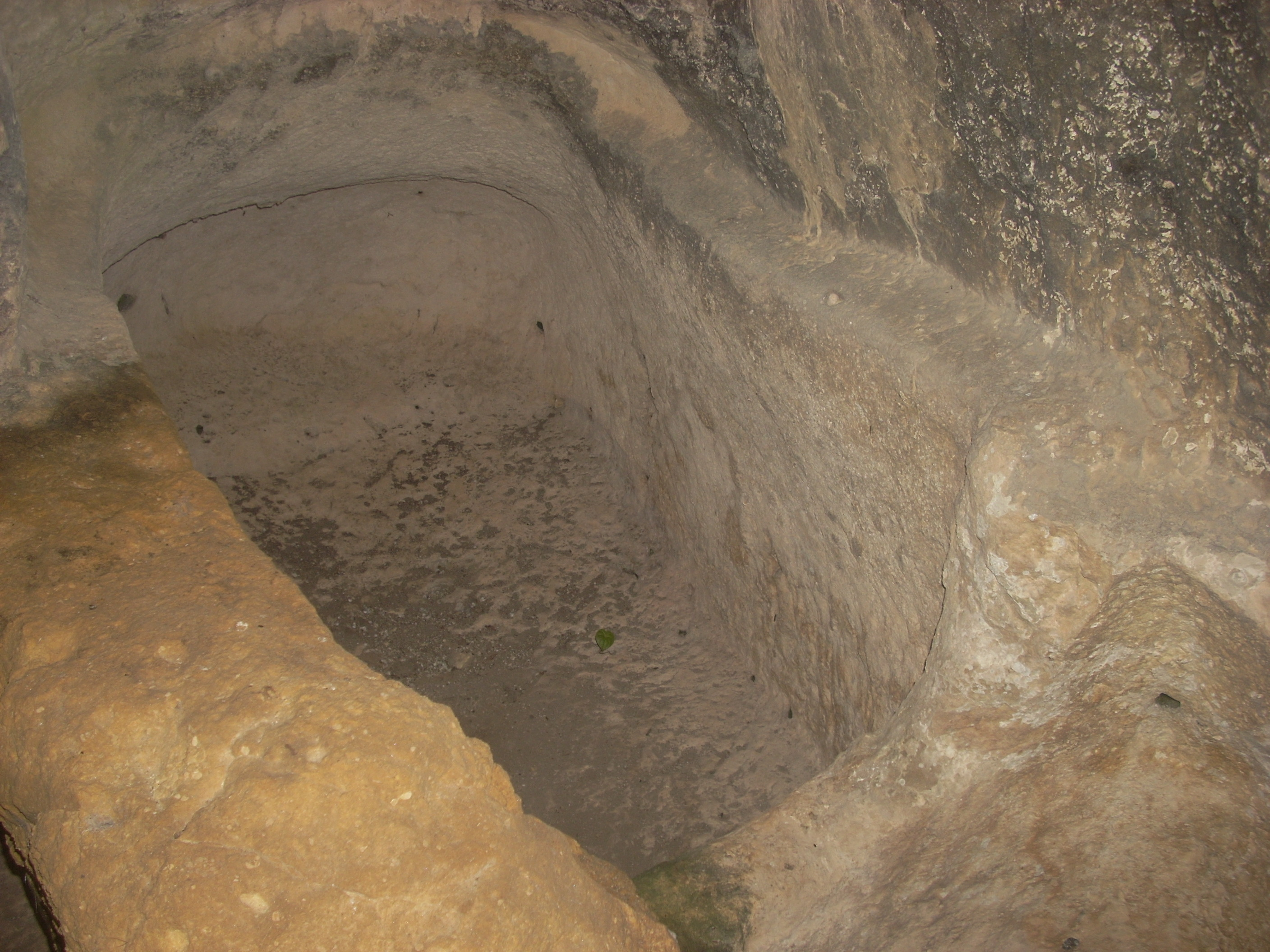
Cava del Rivettazzo, interno di una tomba.
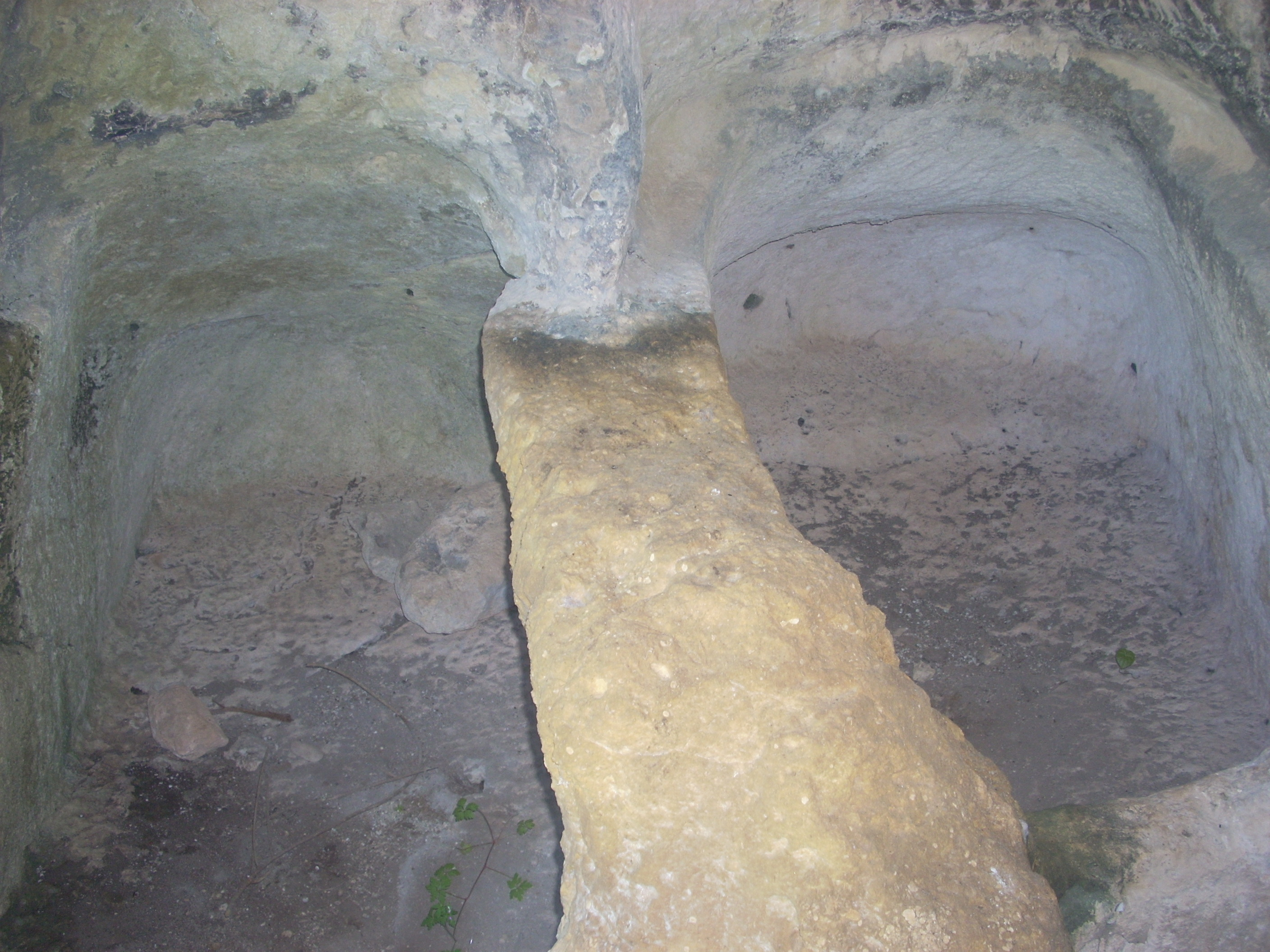
Cava del Rivettazzo, due sepolture affiancate.